# Caspar Hopf
Caspar Hopf (* 1650, pravděpodobně v Kraslicích; † 1711 Stolberg) je považován za prvního výrobce houslí v Klingenthalu v Zemském okrese Fojtsko v Sasku.

## Spoluzakladatel cechů
Předkové Caspara Hopfa (také: Caspar Hopff) se do Kraslic přistěhovali na počátku 17. století a výrobou houslí se pravděpodobně nezabývali. Není známo, kde se Caspar Hopf řemeslu houslařství vyučil, ale v roce 1669 bylo jeho jméno uvedeno mezi zakládajícími členy cechu houslařů v Kraslicích. Poté, v roce 1677, se Caspar podílel na založení houslařského cechu v Markneukirchenu. V cechu Markneukirchen býval příležitostně i předákem, nevyhýbal se konfliktům a zasazoval se o založení cechu klingenthalských houslařů. Cech houslařů Klingenthaler vznikl až v roce 1716 – pět let po jeho smrti. Následná dynastie houslařů z rodiny Hopfů čítala před 40 osob. Klingenthalští houslaři, do kterého se přidaly nejen známé rodiny Dörffelů, Hoyerů a Glassů, postavili tisíce nástrojů. Jejich cech zanikl v roce 1887, v roce 1975 mistrovské dílny v Klingenthalu zanikly nadobro.

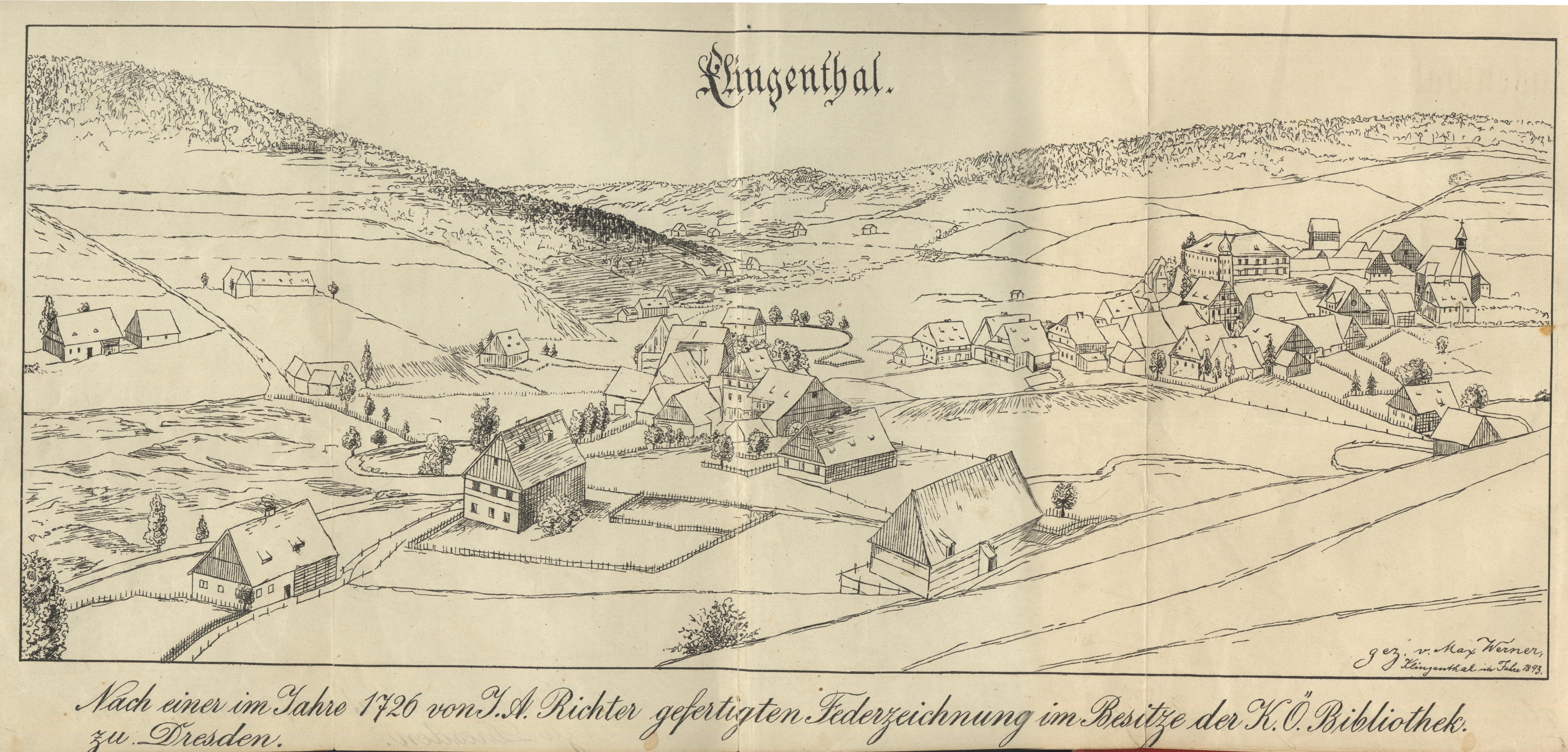
Klingenthal v roce 1726

### Někteří členové z dynastie Hopfů v Klingentalském cechu
David Christian (1760); Christian Donat (1716, 1736); David August (1762, 1786); Christian August (1782); Christian Friedrich (1790, 1815); David (1829); Carl August (1832–1918); Carl Friedrich (1811–1892)... 

## Exulanti
Caspar Hopf se svému řemeslu vyučil pravděpodobně v Kraslicích. Pocházel z protestatské rodiny, jež byla kvůli rekatolizaci v době protireformace vypuzena z Kraslic. Významný rod Boxbergerů, který ze stejného důvodu Čechy opustil a až do 19. století sídlil v sousedním saském Klingenthalu, exulanty na svých pozemcích přijímal a podporoval. Carl Hopf se usadil v Quittenbachu (léno Boxbergerů u Klingenthalu). K dalším exulantským houslařským rodinám vypuzeným z Habsburské monarchie patřila i rodina Dörffelů, například Johann Georg I. Dörffel (* 1697 Kraslice, † 1716 Klingenthal), ale i jiní, později známí houslaři.
Caspar Hopf zemřel v roce 1711 ve Stolbergu (Harz), když cestoval na braunschweigský veletrh.